# Регинар II (Хенегау)
Регинар II (на френски: Régnier II de Hainaut; на немски: Reginar I, † след 932) от род Регинариди, е граф на Хенегау (Ено) през 924 – 931 г.

## Биография
Той е вторият син на Регинхар I († 915), граф на Маасгау, граф на Хенегау (890 – 898), херцог на Долна Лотарингия (910 – 915), и Алберада. Брат е на Гизелберт († 939), херцог на Лотарингия (от 928).
Регинар II не участва във въстанието на брат му Гизелберт против крал Карл III, затова Гизелберт унищожава Хенегау. През 924 г. Гизелберт е затворен от техния зет Беренгар от Ломегау и е освободен едва когато Регинар дава един от синовете си за заложник при зет му. След като Лотарингия до 926 г. попада под владението на Източнофранкското кралство Регинар се сдобрява с брат си, понеже и двамата признават новите владетели.

## Деца
Регинар II е баща на трима сина и една дъщеря:
- Регинар III Дългия врат († 973), граф на Хенегау
- Рудолф († сл. 966), граф на Маасгау и Хесбайе
- Литард
- дъщеря, ∞ с граф Невелунг от Бетуве